# Leinwand

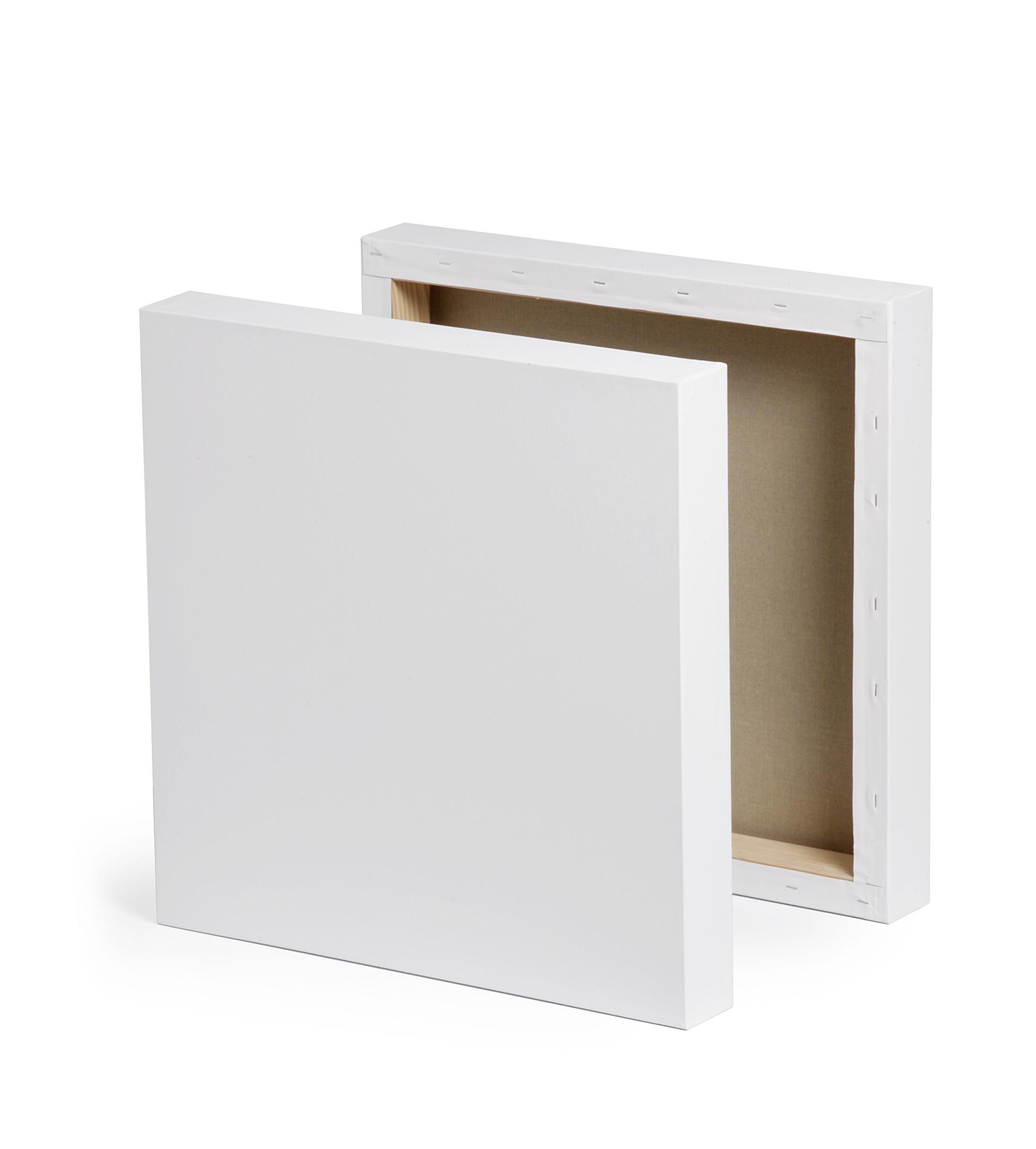
Leinwand auf Holzrahmen

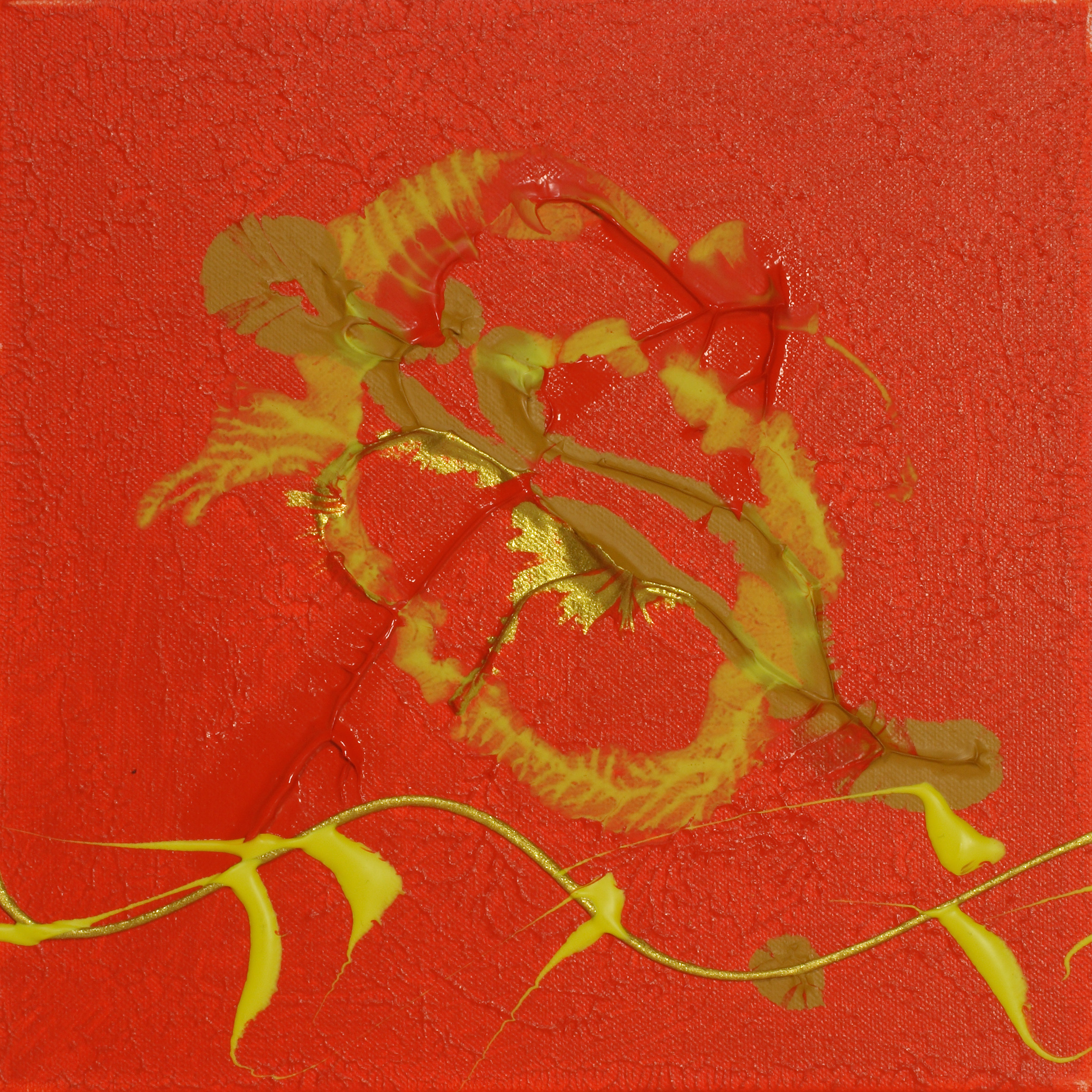
Leinwand mit Acrylfarbe bemalt

Eine Leinwand (früher auch Leinewand genannt) ist ein Gewebe aus Leinen, das auf einen Keilrahmen auf- oder in einen Tragerahmen gespannt ist. Sie dient bei zahlreichen Maltechniken der Leinwandmalerei, z. B. der Ölmalerei und Acryl-Malerei, als Bildträger.

## Allgemeines
Die Vorteile von Leinwänden gegenüber anderen Bildträgern wie Holz, Metall und Wänden sind die geringen Kosten, das geringe Gewicht und die Flexibilität (zusammenrollen für Transporte). Als Nachteile lassen sich eine geringere Stabilität und die Gefahr des Brechens der Malschicht auflisten. Die Textur im Werk, die durch die Leinwand als Unterlage hervorgerufen wird, kann ein gewollter Effekt sein, aber auch als Nachteil empfunden werden.

## Geeignete Stoffe
Für die Malerei eignen sich viele Gewebe sowohl aus natürlichen als auch aus synthetischen Fasern. Die Gewebestruktur hat einen erheblichen Einfluss auf die stofflich-gestalterische Wirkung. Die verschiedenen Kunstepochen hatten auch ihre unterschiedlichen Vorlieben. In der älteren Kunst bevorzugte man Stoffe aus Hanffaser, die sehr robust waren. Die Knoten, die in jedem handgewebten Stoff zu finden sind, wurden mit einem Hammer flach geschlagen. Beim mehrmaligen Vorleimen wurden sie immer wieder zwischendurch angeschliffen, um die Oberfläche möglichst zu glätten.
Die Industrialisierung brachte die Möglichkeit der mechanisch gewebten Stoffe. In dieser Zeit verbreiteten sich Baumwollstoffe unter den Künstlern. In der moderneren Malerei fand man wieder zurück zu den handgewebten Hanfstoffen und setzte bewusst die Struktur als Gestaltungsmittel ein. Heutige Leinwände sind üblicherweise aus Baumwolle oder Leinen gefertigt. Baumwolle ist günstiger, aber weniger flexibel – Abdrücke im Gewebe können bestehen bleiben. Leinen ist teurer, aber flexibler und es hält höhere Belastungen aus. Große Bilder sind daher meist aus Leinen gefertigt.

## Bespannen der Leinwand
Das Bespannen von Leinwänden bedarf einer gewissen Geschicklichkeit und Übung. Der nicht behandelte Stoff wird fadengerade und locker auf einen Holzrahmen gespannt. Dabei spannt man immer diagonal über Kreuz, also zuerst die Ecke links oben, dann rechts unten und so weiter.
Der unbehandelte Stoff wird durch die Leitung gespannt (siehe unten). Die Keile, die moderne Rahmen an der Rückseite haben, dienen nicht dazu, misslungene Bespannung zu korrigieren, sondern Spannungsveränderungen durch veränderte Luftfeuchtigkeit und Temperatur auszugleichen. Vorsicht ist beim Auskeilen der präparierten Leinwand geboten, da eine mögliche Überspannung nicht rückgängig gemacht werden kann. Ist der Stoff bereits grundiert, dann wird straff gespannt – dies empfiehlt sich jedoch nicht für größere Bilder, weil das Gewebe schnell Falten wirft.
Prinzipiell wird bei der Bespannung von Leinwänden zwischen einem Stretcher und einem Strainer unterschieden. Der Stretcher wurde im 18. Jahrhundert populär und ist auch heute noch die bevorzugte Bauart der Rahmenkonstruktion. Die historisch ältere Variante ist der Strainer, der bereits im 16. Jahrhundert weitläufig eingesetzt wurde.

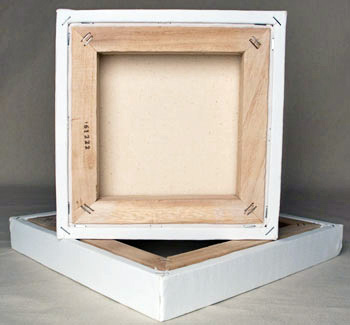
Leinwand auf Keilrahmen
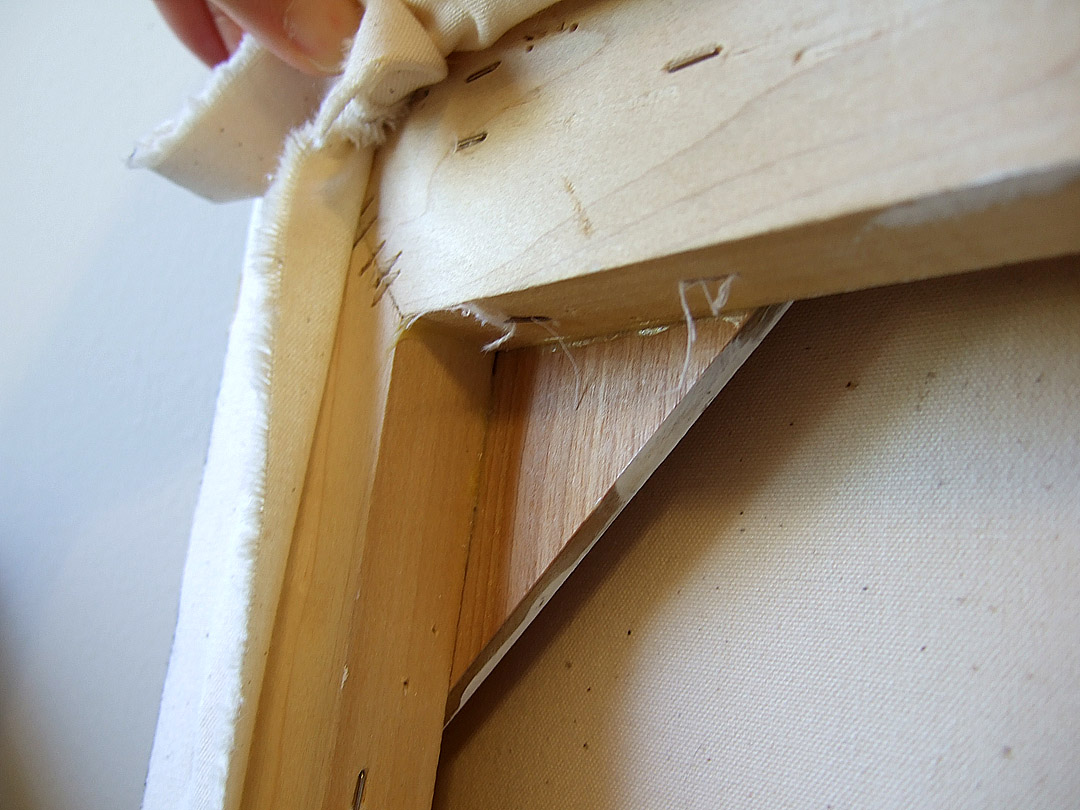
Bespannen der Leinwand

## Vorleimung
Ist der Stoff aufgespannt, wird er mit einer so genannten Vorleimung, also einer stark verdünnten Leimlösung, behandelt. Heutzutage gibt es moderne Binder wie Acryl, die sehr „gutmütig“ sind. Die alte Technik nutzte Knochenleim, dessen Verarbeitung etwas schwieriger ist. Knochenleim muss vorsichtig erhitzt werden, am besten in einem Wasserbad, damit er nicht anbrennt. Diese Leime sind die stärksten natürlichen Leime, die wir kennen. Mit ihnen lassen sich auch große Leinwände spannen. Lässt man den Leim zu lange stehen, dann riecht dieser sehr unangenehm.

### Weitere mögliche Zutaten und Beimengungen
Da der Knochenleim nach dem Trocknen weiter wasserlöslich bleibt, ist er für Maltechniken auf Wasserbasis ungeeignet. Um die Wasserlöslichkeit herabzusetzen, wird dem Leim Alaun (Kalium-Aluminium-Sulfat) hinzugesetzt. Dieser bewirkt ein Ausfällen des Eiweißanteils im Leim und sorgt für eine zusätzliche Bindung durch Eiweißketten, die später unlöslich trocknen – vergleichbar mit dem Bindemittel Kasein (Käsestoff).
Eine weitere Methode besteht im Hinzufügen von Eiern. Die dabei entstehende Eitempera ist allerdings nicht so flexibel wie Leim und neigt schnell zum Brechen. Dieser Nachteil spielt auf starren Bildträgern wie Holzplatten keine Rolle, wo es dann auch bedenkenlos eingesetzt werden kann. Diese Eitempera-Grundierungen brauchen zur vollständigen Durchtrocknung länger als reine Leim-Gründe.

## Die Grundierung
Bevor die Leinwand benutzt werden kann, muss sie grundiert werden. Es gibt allerdings einige Beispiele der neueren Malerei, bei der als gestalterisches Mittel darauf bewusst verzichtet wurde. Die Grundierung dient der Konservierung, und eine helle Grundierung verstärkt die Leuchtkraft der Farben. Ungrundierte Stoffe werden schneller brüchig.
Rembrandt bevorzugte eine dunkelbraune Grundierung, was seinen Bildern die dunkle warme Ausstrahlung verleiht. Rubens hingehen bevorzugte den weißen Gipsgrund mit heller Blaugraulasierung.

### Helle Grundierung
Leim ist fast farblos. Für einen weißen Untergrund mischt man der Grundierung deshalb weiße Pigmente zu. Hier bietet sich Kreide, Zinkweiß und Titanweiß an. Das früher beliebte, aber giftige Bleiweiß wird heute nicht mehr verwendet, stattdessen wird meist Titanweiß bevorzugt, das eine bessere Deckkraft besitzt. Außerdem ist Titanweiß im Gegensatz zu Bleiweiß chemisch inert. Da Titanweiß relativ teuer ist und für die Grundierung große Mengen benötigt werden, wird es manchmal auch mit dem preiswerteren Zinkweiß oder der noch billigeren Kreide gestreckt. Die Kreide sollte vorher etwa 24 Stunden in Wasser „eingesumpft“ werden, weil sie eine enorme Saugkraft hat, die das Trockenverhalten sonst negativ beeinflussen kann.
Je mehr Kreide verwendet wird, desto saugfähiger wird der Grund. Das kann so weit gehen, dass das gesamte Bindemittel der Farbe abgesaugt wird und die Farbe sehr matt aussieht und zum Teil „abkreidet“ (d. h., die Farbe ist nicht „wischfest“). Auch nach dem völligen Durchtrocknen kann die Farbe bei Berührung an der Hand zurückbleiben, weil nicht mehr genügend Bindemittel vorhanden ist, um einen geschlossenen Malfilm zu bilden.
Zum Auftragen der Weiß-Grundierung haben sich Farbrollen bewährt.
Je nach Grundierung ist zu beachten, dass die Grundierung sich beim Trocknen zusammenzieht. Wichtig ist dies beim Bespannen des Rahmens (sofern man die Leinwand erst nach dem Bespannen grundiert), da gerade bei großen Formaten durch das Trocknen der Grundierung der Druck auf den Rahmen so groß werden kann, dass dieser bricht.

### Gipsgründe
Bei den vielerwähnten Gipsgründen handelt es sich nicht um Stuck-Gips oder dergleichen, der nach Wasserzugabe abbindet, sondern um Kreidegründe.

### Papierbespannung
Gemeint ist nicht, dass das Papier direkt auf dem Holzrahmen befestigt wird, sondern auf der Stoffbespannung, quasi als Grundierung mit allen Vor- und Nachteilen, die Papier hat, so zum Beispiel dem starken Hang zum Vergilben bei Sonnenbestrahlung. Dies ist eine Sondertechnik, die nur wenig verbreitet ist. Nennenswert ist sie eigentlich nur im Zusammenhang mit der Dada-Bewegung und ihren Collagen.

## Isolierung
Bevor der eigentliche Malprozess beginnt, wird häufig noch eine so genannte Isolierung aufgetragen. Diese hat zum einen die Aufgabe, die Saugfähigkeit des Malgrundes zu regulieren, und zum anderen gestalterische Gründe. So benutzte Rubens zum Beispiel bewusst eine unregelmäßige streifige graublaue Isolierung. Wer schon einmal versucht hat, auf einem strahlend weißen Untergrund die Vorzeichnung anzulegen, wird wissen, wie schwer es ist, die richtigen Proportionen zu finden, besonders bei großformatigen Bildern. Deshalb wird bewusst die Gleichmäßigkeit damit durchbrochen. Als Material kann alles dienen, was „mager“ genug ist (siehe unten „Fett auf mager“) und nur wenig zur Vergilbung neigt.

## „Fett auf mager“
Eine Faustregel, die beim Bildaufbau immer berücksichtigt werden sollte (und das betrifft das gesamte Bild, nicht nur die Grundierung), lautet: „Fett auf mager“. „Fett“ heißt bindemittelreich und „mager“ bindemittelarm, also immer eine bindemittelreichere Schicht auf eine bindemittelärmere Schicht, und zwar aus zwei Gründen: zum einen, um Spannungen zwischen den einzelnen Bildschichten zu vermeiden, und zum anderen, um eine gute Haftung zu gewährleisten. Auch zwischen den einzelnen Bindemitteln gibt es eine Fett-auf-mager-Hierarchie, so sind die wasserlöslichen die mageren und die öllöslichen die fetten. Fette Bindemittel dehnen sich beim Trocknen physisch aus; also Ölfarbe zum Beispiel. Die mageren hingegen ziehen sich zusammen; ganz extrem zum Beispiel bei Kasein-Tempera. Würde man versuchen, eine Kaseinfarbe auf eine Ölfarbe aufzutragen, würde sie zum einen abperlen und zum anderen (wenn man sie beispielsweise durch Zugabe von Ei emulgiert und dadurch doch noch zum Haften bringt) nach kurzer Zeit unter der Ausdehnung der Ölfarbe reißen.